# Fascia thoracica interna

Die Fascia thoracica interna würde auf diesem Bild zwischen dem Musculus intercostalis internus (Internal intercostal muscle) und der Fascia endothoracica (endothoracic fascia) liegen und direkt am Musculus intercostalis internus befestigt sein.

Die Fascia thoracica interna ist die Faszie, die den Musculus intercostalis internus nach innen, also dorsal, zur Pleura hin begrenzt. Es handelt sich dabei um eine „echte Muskelfaszie“, d. h., sie bedeckt nur den Musculus intercostalis internus und ist von der Fascia endothoracica abzugrenzen, die zwischen der Fascia thoracica interna und der Pleura liegt.